# Caldeamento
Caldeamento é o processo de soldagem de duas peças metálicas, em geral de aço, por meio de aquecimento e choque mecânico.
As peças são aquecidas, e as partes que serão soldadas devem chegar a temperatura próxima de seu ponto de fusão. Então são dispostas uma sobre a outra e golpeadas repetidas vezes, com martelo ou marreta, como num processo de forjamento, até que se unam.
O caldeamento é o processo de soldagem mais antigo conhecido, havendo registros de sua utilização no Primeiro Império Egípcio.